# Hugonia lenormandii
Hugonia lenormandii är en linväxtart som beskrevs av Eugène Vieillard och André Guillaumin. Hugonia lenormandii ingår i släktet Hugonia och familjen linväxter. Inga underarter finns listade i Catalogue of Life.
Arten är uppkallad efter den franske botanikern Sébastien René Lenormand.